# Ауриц

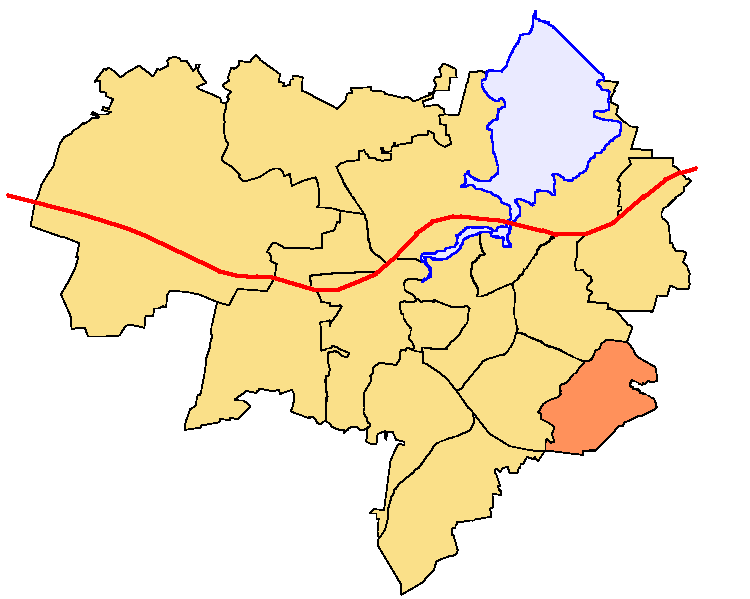
Ауриц на городской карте Баутцена

А́уриц или Ву́рицы (нем. Auritz; в.-луж. Wuricyо файле) — сельский населённый пункт в Верхней Лужице, входящий с 1999 года в городские границы Баутцена, Германия. Район Баутцена.

## География
Находится в юго-восточной стороне городских границ Баутцена примерно в трёх километрах восточнее исторического городского центра. Через населённый пункт проходит автомобильная дорога B6.
Соседние населённые пункты: на северо-востоке — деревня Цыжецы коммуны Кубшюц, на западе — деревня Йенкецы коммуны Кубшюц, на юге — деревня Рабоцы коммуны Кубшюц и на юго-западе — деревня Сокольца коммуны Кубшюц.

## История
Впервые упоминается в 1400 году под наименованиями Uwirwicz, Uwirricz, Vwericz, Uwricz, Uricz. С 1950 по 1994 года входила в состав коммуны Енквиц, с 1994 по 1999 года — в коммуну Кубшюц, в 1999 году вошла в городские границы Баутцена.
В настоящее время деревня входит в состав культурно-территориальной автономии «Лужицкая поселенческая область», на территории которой действуют законодательные акты земель Саксонии и Бранденбурга, содействующие сохранению лужицких языков и культуры лужичан.
Исторические немецкие наименования
- Uwirwicz, Uwirricz, Vwericz, Uwricz, Uricz, с 1400 года
- Weritz, 1419
- Auwericz, Awricz, Awericz, Auwirwitcz, с 1435 года
- Awritz, 1496

## Население
Официальным языком в населённом пункте, помимо немецкого, является также верхнелужицкий язык.
Согласно статистическому сочинению «Dodawki k statisticy a etnografiji łužickich Serbow» Арношта Муки в 1884 году в деревне проживало 77 человека (из них — 69 лужичан).
| 1834 | 1871 | 1890 | 1910 | 1925 | 1939 | 1946 | 2020 |
| ---- | ---- | ---- | ---- | ---- | ---- | ---- | ---- |
| 86   | 91   | 107  | 378  | 393  | 423  | 390  | 440  |

## Достопримечательности
Культурные памятники федеральной земли Саксония
- Вуричанский столп («Русская колонна» (Russensäule)) — гранитная стела, находящаяся на южной окраине деревни. На стеле начерчены надписи на немецком и верхнелужицом языках, восхваляющие Бога. В 1970-е годы веке стела была утеряна, обнаружена в 2009 году и установлена на прежнем месте.
- Военный мемориал павшим в Первой мировой войне, 1918, Auritzer Dorfplatz
- Жилой дом, 1907, Auritzer Dorfplatz 6
- Гостиный дом, 1910, Obere Straße 21
- Бывшая усадьба, конец XIX века, Untere Straße 9